# Chantal Aumeran
Chantal Aumeran, née le 15 juin 1959 à Skikda et morte le 1er juin 2022 à Marseille, est une syndicaliste française, secrétaire Générale du Syndicat national unifié des impôts (SNUI) de juin 1994 à décembre 1998. Elle a été également déléguée fédérale de la FDSU, membre fondateur de l'organisation altermondialiste ATTAC et vice-présidente d'ATTAC à sa fondation, participant au renouveau syndical en France.
Elle fut inspectrice principale des finances publiques.

## Biographie

### Avant l'engagement syndical
Née le 15 juin 1959 à Philippeville (aujourd'hui Skikda), en Algérie, petite-fille du général Aumeran, Chantal Aumeran grandit en France, à partir de 1962, dans l'agglomération lyonnaise.
En 1977, à 18 ans, elle rentre dans l'administration des impôts, à Nantua, dans l'Ain. Tout en travaillant dans cette administration, au cadastre, dès l'obtention de son bac scientifique, Chantal Aumeran entreprend parallèlement des études universitaires (administration économique et sociale). Elle adhère par ailleurs rapidement au SNUI, le syndicat majoritaire de l'administration des impôts, qui compte alors 22 000 adhérents.

### Le Syndicat national unifié des impôts
Chantal Aumeran milite dans les sections du SNUI au fil de son évolution géographique et professionnelle (sections de province, puis région Île-de-France) et s'implique progressivement dans la vie de l'organisation (conseil syndical), avant d'entrer au bureau national. Elle s'implique aussi bien-sûr dans les actions menées par le syndicat, notamment lors de la grève générale des impôts de 1989. Elle devient secrétaire générale du Syndicat national unifié des impôts lors du congrès d'Antibes du SNUI de 1994, mandat renouvelé en 1996 lors du congrès d'Arcachon.
Devenue la première femme secrétaire générale de ce syndicat (et la seule, le SNUI ayant été refondé en Solidaires Finances publiques en 2012), Chantal Aumeran est par ailleurs Déléguée fédérale de la FDSU, fédération constituée de différents syndicats du Ministère de l'économie, des finances et de l'industrie (DGCCRF, Douanes, Impôts, Trésor...). Elle proteste par ailleurs sur les restrictions apportées aux nouveaux syndicats par rapport aux confédérations plus anciennes bénéficiant d'une présomption de représentativité, affirmant « on privilégie les syndicats en perte de vitesse aux dépens de ceux qui recueillent les voix sur le terrain ». La constitution du groupement interprofessionnel G10 (le Groupe des Dix, futur Solidaires) prend forme durant les années où elle est à la tête de l'un des principaux syndicats de cette ébauche de confédération syndicale,.
Concernant la fiscalité, Chantal Aumeran défend le fait que la fiscalité doit être un outil de redistribution des richesses. Au nom de son syndicat, elle dénonce la prédominance de la TVA sur l'impôt sur le revenu, dont la progressivité devrait permettre une meilleure redistribution. Elle insiste aussi sur la nécessité de réformer l'impôt sur le revenu afin de le rendre plus juste par une imposition plus importante des revenus des valeurs mobilières et par une réduction des avantages fiscaux accordés aux revenus de la propriété mobilière et immobilière,.
Chantal Aumeran participe activement à la rédaction du journal interne du SNUI (l'Unité), elle est à la source d'articles dans la presse généraliste (par exemple, le Monde, le Figaro...). Elle participe aussi à des émissions radio et télévisées sur le thème de la fiscalité (Marche du Siècle, Geopolis, journaux télévisés...). Elle a également été auditionnée en 1996 par la commission des finances de l'Assemblée nationale, y exprimant là encore son souhait d'« un rééquilibrage entre la fiscalité indirecte et la fiscalité directe », au profit de cette dernière, et  progressivité plus significative de l'effort fiscal dans un système qui en comporte de moins en moins. « Il faut préférer la progressivité à la proportionnalité » résume-t-elle.

### L'interprofessionnel
En tant que Secrétaire Générale du SNUI, Chantal Aumeran implique aussi son syndicat dans des organisations interprofessionnelles dans lesquelles elle joue un rôle actif. Ainsi, Chantal Aumeran sera membre fondateur de l'organisation altermondialiste ATTAC et vice-présidente d'ATTAC à sa fondation . Chantal Aumeran co-rédige ainsi le rapport d'activité d'ATTAC en 1999.
Très sensible à la montée de l'extrême droite, Chantal Aumeran implique par ailleurs son organisation syndicale dans l'action intersyndicale contre le Front national en participant aux publications et actions de l'association Isa (Information syndicale antifasciste, liée à l'association Ras l'front).
Mais la volonté de ne pas devenir une permanente « blasée » du syndicalisme la pousse, à la fin de son deuxième mandat, à retourner à son activité professionnelle, après un congrès où l'activité qu'elle présente est très largement approuvée. Chantal Aumeran est ensuite retournée dans les services pour être inspectrice principale des finances publiques.
Chantal Aumeran meurt le 1er juin 2022 dans le 13e arrondissement de Marseille, à l'âge de 62 ans,.

### Sources sur le web
- Jean-Michel Denis, « Décloisonnement revendicatif et constitution d'un front anti-libéral : l'Union syndicale Groupe des Dix Solidaires et ATTAC », sur le site de l'Association française de science politique, 2003.
- « Collège des fondateurs du 8 juillet 1999 », sur le site d'ATTAC.
- « Rapport d'activité 1999 », sur le site d'ATTAC.

### Émissions de télés
- Émission France 2 "La Marche du Siècle, extraits sur Dailymotion de la Marche du siècle du 18/09/1996 sur le thème "Faut-il payer autant d'impôts ?""
- Géopolis, animé par Claude Sérillon, invitée Chantal Aumeran, extrait 1996 Youtube.
- Journal TV 20 H TF1 du 15 octobre 1989 (interview Chantal Aumeran, au sujet de la grève générale aux impôts)
- Journal TV France2 20h du 24 février 1995 (interview de Chantal Aumeran au sujet du rapport entre les chômeurs et le fisc)
- Journal TV Soir3 du 7 février 1995 (interview de Chantal Aumeran au sujet de l'impôt sur la fortune, ISF)
- Journal TV Soir3 du 20 novembre 1995 (interview de Chantal Aumeran au sujet de l'abattement fiscal 20 %)
- Journal TV Soir3 du 4 mars 1996 (interview de Chantal Aumeran au sujet des déductions fiscales des contribuables)
- Journal TV France2 20H du 27 février 1997 (interview de Chantal Aumeran au sujet des exonérations d'impôts des "gros revenus")
- Journal TV France2 20H du 3 décembre 1997 (interview de Chantal Aumeran après la publication d'un article du journal satirique "Le Canard Enchaîné" qui révélait, que l'un des plus grands industriels du moment, François PINAULT, propriétaire du Printemps et de La Redoute, n'avait pas acquitté d'impôt sur la fortune cette année-là)
- Journal TV France2 20H du 9 mars 1998 (interview de Chantal Aumeran au sujet des contrôles fiscaux)
- Journal TV France2 midi du 26 mars 1998 (invitée plateau Chantal Aumeran consulter en ligne)